# 湖南农业大学
湖南农业大学，簡稱湖南农大、湘农，是一所位于中华人民共和国湖南省长沙市芙蓉区的公办全日制本科高等院校。行政上由湖南省人民政府举办，并由中华人民共和国农业部和湖南省人民政府共建。学校自称肇始于1903年創建的修业学堂，歷經中华民国、中华人民共和国时期的改制變遷，在1951年院系調整后成立湖南农学院，并于1994年2月更名為湖南农业大学，延續至今。
湖南农业大学下设系所有着显著的农业特色，但也涵蓋了文學、管理學、經濟學、法學等學科，逐步实现了多學科的協調發展；建立了學士、碩士、博士完整的學位授權體系，该校在农业科学、植物与动物科学、生态环境学等领域的學術研究實力也居於中國領先地位，為一所學科門類齊全的綜合性、研究型的农业类大學。該校為還是中國恢復招收研究生制度後，湖南省最早招收研究生的高等院校之一。其培育的多个农作物、牲畜新品种以及相应的技术成果也在中国国内得到了一定推广。學校已经被中華人民共和國國家發展和改革委員會與中華人民共和國教育部列入國家「中西部高校基礎能力建設工程」高校，也是湖南省「國內一流大學」建設高校。

## 历史
据浙江大学教授田正平等人考证，湖南农业大学的历史可以追溯至清光緒二十九年（1903年）成立的修业学堂。1903年10月8日，清政府批准教育家周震鳞、俞蕃同、许直等人在长沙创办修业学堂。民国元年（1912年），该校更名为湖南私立修业中学校。1923年，学校创办农业部，开始教授农业技术，学校师生曾在长沙南郊荒山造林，开辟农田，设立棉花、水稻试验场，以促进在地农林业的发展。1930年，修业学校更名为湖南私立修业农业学校。1934年，再度更名为湖南私立修业高级农业职业学校。
中華人民共和國成立後，湖南省人民政府基于发展湖南农业、培养合格农业技术人才的需求，决定将湖南私立修业高级农业职业学校收归公有，并升格为湖南省立修業農林專科學校，由湖南省农林厅接管；其后，中央人民政府開始對已有的大學進行院系調整，1951年1月，湖南大學農業學院與湖南省立修業農林專科學校合併，成立湖南农学院，并设立大学部、专科部和高农部。但在1952年7月第一次全国农学院院长会议上，湖南农学院的园艺、农业经济、土壤、植物病虫害4系所转入华中农学院，而兽医科防治组则并入江西农学院，另外农田水利科则并入武汉大学。该校的高农部和农干班与农学院分家，成立湖南省长沙农业学校。1975年，中共湖南省委决定湖南农学院在省内湘潭、郴州、衡阳、常德、邵阳、黔阳建立6所分院，分设农学、兽医、畜牧兽医、植物保护、茶叶等系所，主要招收工農兵學員。
文化大革命结束后的1977年，中华人民共和国恢复全国高等学校统一招生考试制度，国家教育部开始整顿国内教学秩序，湖南省革命委员会也因此调整了省内各高等院校的分校设置，湖南农学院位于邵阳的分院并入湖南大学邵阳分校，而其位于湘潭、郴州、黔阳的分院则直接撤销:1729。翌年，中国恢复招收研究生制度，国家教育部也批准湖南农学院成为湖南省第一批招收研究生的大学，并由湖南省教委主管。1987年，湖南省人民政府同意湖南農學院衡陽分院改名為湖南林業高等專科學校，脱离湖南农学院；1989年5月，湖南农学院位于常德的分院亦并入常德高等专科学校，至此湖南农学院在长沙市以外的分院全部完成撤并。1994年2月，中华人民共和国教育部同意湖南农学院更名为湖南农业大学。1997年，湖南农大开始面向中国大陆全境招收本科生。2002年11月，湖南农业大学成立独立学院东方科技学院。
2012年，湖南农业大学在同省浏阳市沿溪镇原种场基础上建立教学科研综合基地，出于支持乡村振兴政策的考量，该校也有兴趣在基地基础上建立湖南农大浏阳校区。

## 校园环境

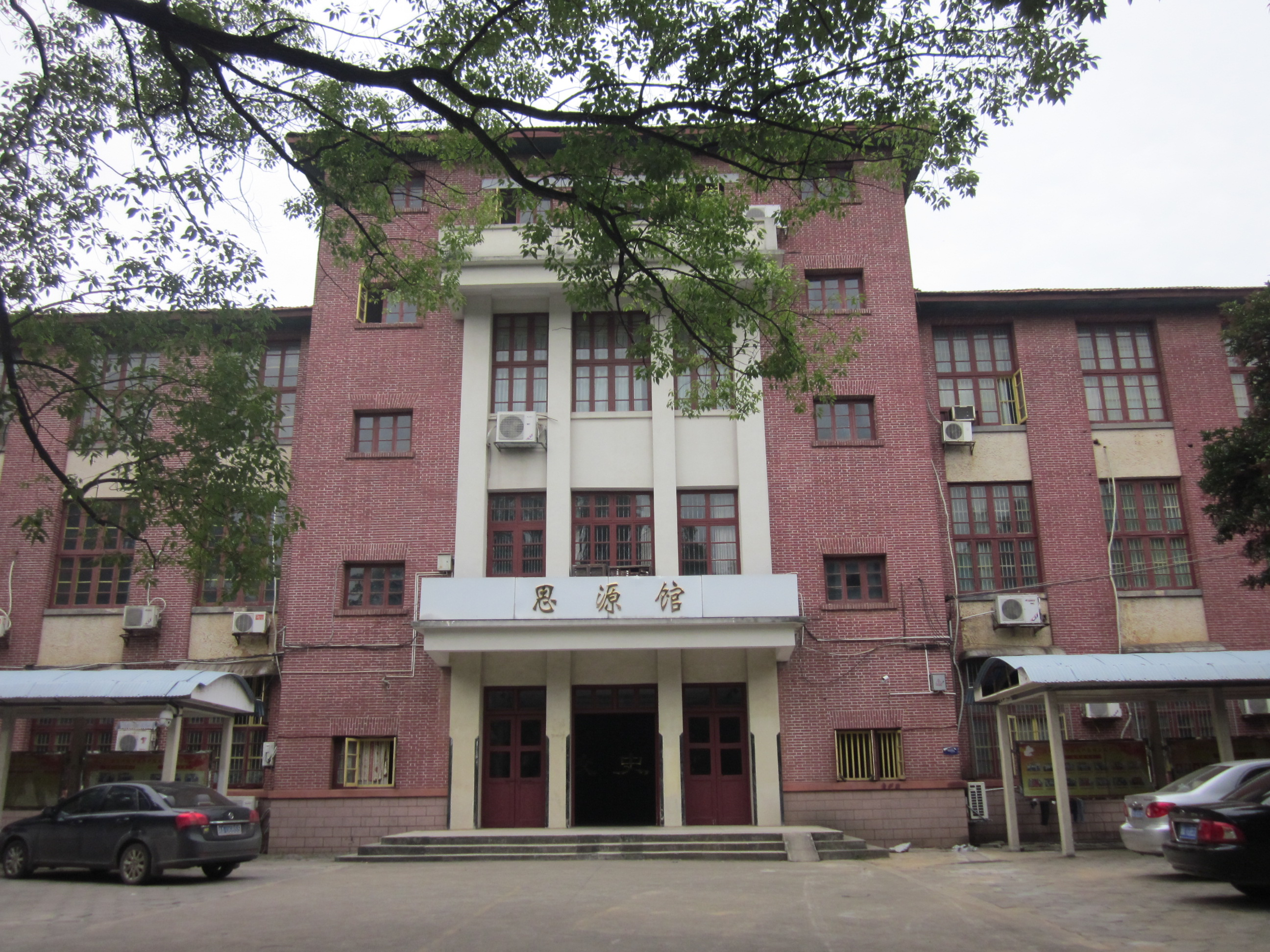
被列入长沙市级不可移动文物保护单位的思源馆

湖南农学院建院之初，校址位于长沙市韭菜园圣经学院的旧址上，1952年，校址迁入东塘枫树山，1960年再迁长沙市东郊东湖（今长沙市芙蓉区东湖街道），延续至今。包含试验基地在内，学校总占地面积2.27平方公里，北邻湖南省农科院，东接东湖，南临浏阳河，校园内环境幽雅，空气清新；有逸苑湖、碧荷轩池塘等人工湖泊及湿地。
该校图书馆前路旁遍植枫树，秋季楓葉变色后，红叶缤纷，由此形成的“红枫大道”时常吸引在校师生及其他民众驻足观赏，成为长沙市内知名的赏枫景点；湖南农业大学的农业科技示范园耕园内主要种植油菜花，也曾吸引当地民众春季赏花，但基于教学及科研工作的考量，已经于2018年封闭管理。2019年以来，校内修筑了一些纪念学校前身修業學堂的仿古建筑，以发扬学校精神。此外，湖南农业大学校园内的思源馆、第一教学楼及柳子明故居等3处建筑物，则已经被长沙市人民政府列入市级不可移动文物保护单位。学校联外交通便利，邻近长沙地铁6号线農科院農大站，可经由地铁来往于长沙市区及長沙黃花國際機場。

## 行政管理

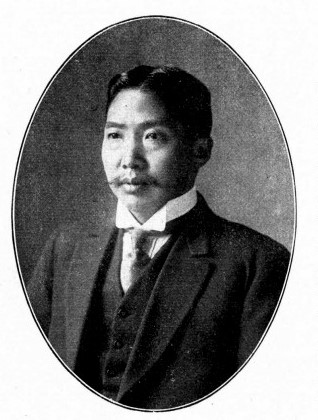
修业学堂第一任校长周震鳞像

1903年，修业学堂成立之初，校长由创办人之一的周震鳞担任。1912年，私立修业中学成立校董会，周震鳞及郭琮翰、王桢干、朱剑凡、徐特立等人成为该校董事，彭國鈞担任校长，直至1952年卸任。
中华人民共和国成立后，湖南省农林厅接管了湖南省立修業農林專科學校，并在院系調整中成立了湖南农学院；1951年3月，李毅之出任湖南农学院首任院長，直到1954年7月卸任。现今，湖南农业大学的中心广场上设有李毅之塑像，以纪念其为学校创立所作的贡献。此后，学校曾历经11任院长（革命委员会主任）主持工作，至1990年，彭干梓成为湖南农学院院长，1994年2月，湖南农学院更名为湖南农业大学，转任首任校長。1995年，官春云接替彭干梓成为湖南农大校长，2000年，其职务由周清明接替，而官春云则于2001年当选为中国工程院院士；周清明在任13年，为湖南农业大学建校以来任期最久的校长；2014年，周清明升任中共湖南农大党委书记，由符少辉接替他出任校长。2018年，中国工程院院士邹学校成为湖南农业大学校长，任职至今。
2018年，陈弘接替周清明成为中共湖南农业大学党委书记，任职至今。
在行政管理上，湖南农业大学实施中共党委领导下的校长负责制，故校内事务由中国共产党湖南农业大学委员会统一领导，校长则主持学校行政工作，由湖南省人民政府任命，也是湖南农大的法定代表人。

## 学术研究

### 院系设置
自1951年建校起，湖南农学院下设系所有着显著的农业特色。20世纪90年代以来，湖南农业大学所设学科综合性得到了增强，并发展出一套以农业类学科为主体，多学科协调发展的教学体系。截至2022年，该校开设的80个专业涵盖了农业类、工科、文学类、理学类、经济类、管理学类、法学、医学、教育学及艺术学等10个门类。
1978年，中国恢复招收研究生制度，湖南农业大学开始招收硕士研究生；1987年，开始招收博士研究生，并于1995年设立博士后科研流动站，2022年，学校拥有博士学位授权一级学科11个，硕士学位授权一级学科24个，硕士专业学位授权类别14个。

### 師資力量

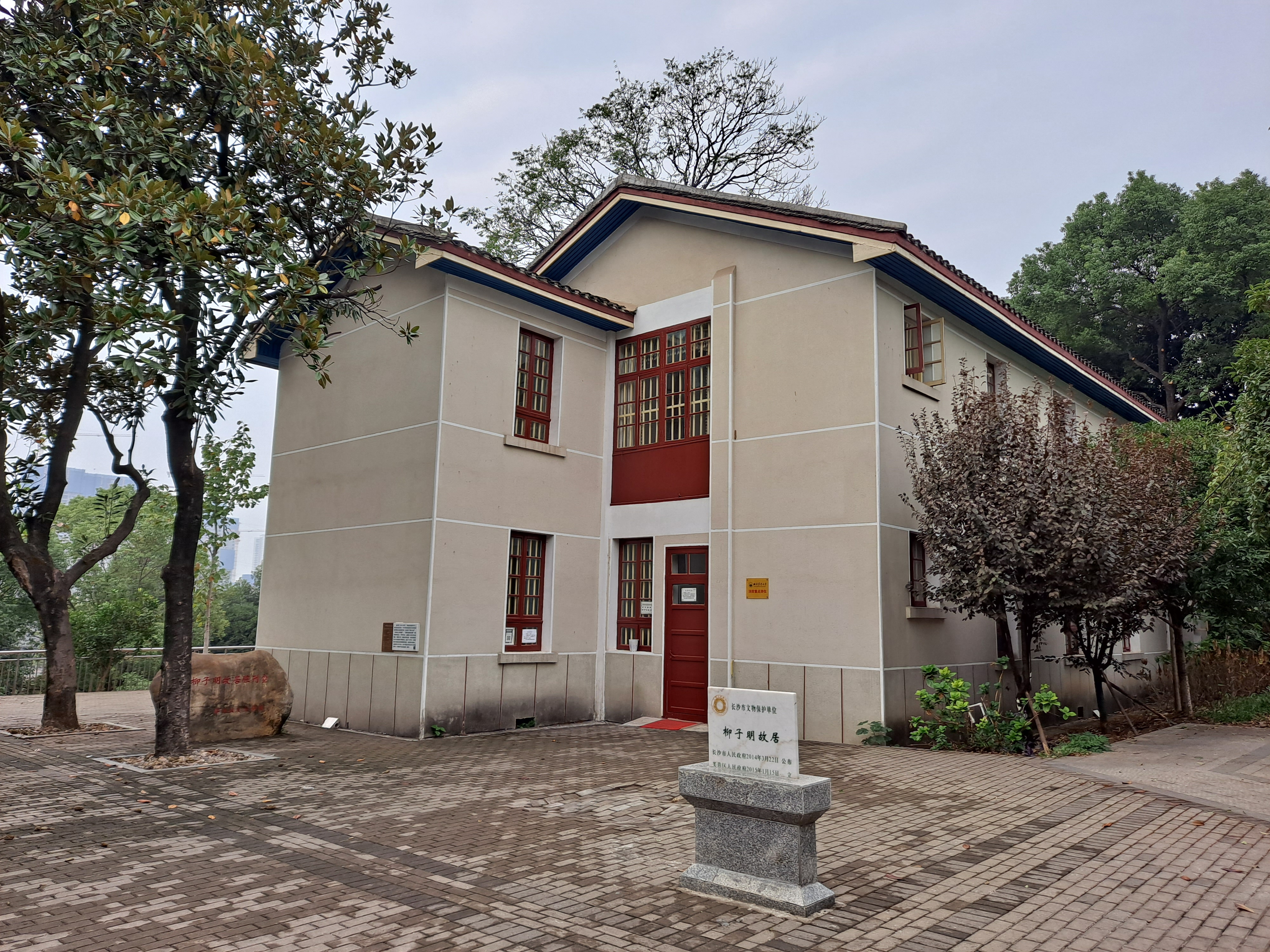
湖南农业大学内的柳子明故居

湖南农业大学吸引了一些农业学人才前来任教，学校首任校长李毅之就任伊始，就聘请了20多位教授来校执教；其中就包括园艺专家柳子明、苧麻科學专家李宗道、植物生理学家胡笃敬、遗传学家裴新澍、茶学家陈兴琰等人。2021年，该校有中国工程院院士4人，双聘院士6人。科技创新团队2个，农业农村部“科研杰出人才”及其创新团队3个、湖南省“科技创新团队”6个，国家教学团队1个、“黄大年式”教师团队1个、湖南省优秀教学团队6个、省部级教学团队17个等。油菜种植研究专家官春云、杂交水稻之父袁隆平、辣椒遗传育种专家邹学校、茶学专家刘仲华等一批农业界学者皆曾任教于此。其中，袁隆平曾被湖南农大聘为名誉校长，他也时常出席学校的开学典礼等重大活动。

### 学术资源

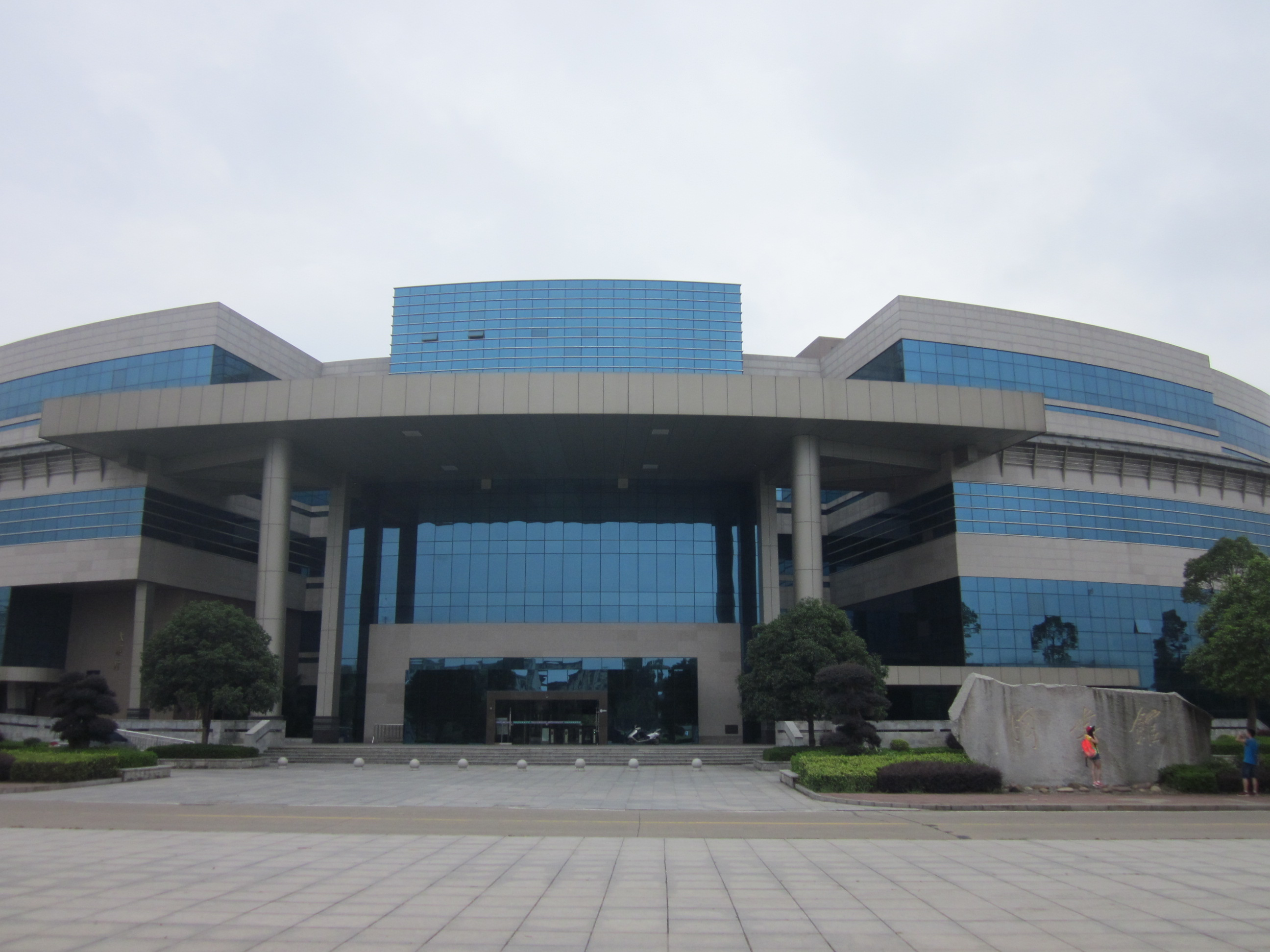
湖南农业大学校图书馆

自20世纪50年代成立以来，湖南农学院相继建立了一些研究所、研究室，文化大革命期间，因科研工作中断，学校系所没有增建。1984年，中国国家科委在湖南建立了苎麻技术开发中心，其中苎麻种植部门由湖南农学院苎麻研究所主管。至2022年，湖南农业大学有国家级科研平台9个、省部级科研平台83个，有中药资源与中兽药创制国家地方联合工程研究中心、植物激素与生长发育湖南省重点实验室、动物营养基因组与种质创新研究中心、园艺作物种质创新与新品种选育工程研究中心、国家植物功能成分利用工程技术研究中心等研究中心。学校也在湖南省内金井镇、金盆鎮等地有育种基地，以开展科研教育。
湖南农业大学出版《湖南农业大学学报（自然科学版）》、《湖南农业大学学报（社会科学版）》及《作物研究》等学术期刊。1951年，湖南农学院开始创办学报《湖南农学院院刊》；1956年更名为《湖南农学院学报》，主要刊登农牧业科学领域的学术文章，定期发行，此即《湖南农业大学学报（自然科学版）》之前身，受文化大革命的影响曾一度停刊。1974年，中共湖南省委宣传部批准复刊，其后亦开始向国外公开发行，并易今名，曾获评为“全国优秀科技期刊”、“中文核心期刊”。1999年，湖南农大创立《湖南农业大学学报（社会科学版）》，与《湖南农业大学学报（自然科学版）》相对，该刊主要刊登农村经济、政治、文化及农村社会发展的研究成果。《作物研究》则创办于1987年，为湖南农大与湖南省作物学会共同主办的科技类期刊。
湖南农业大学校图书馆于1951年随学校创立而设置，随着招生规模的扩大及下设学科的增加，馆藏内容也日趋完善，具有显著的农耕文化特色。1982年，湖南农学院成立图书馆委员会，以加强图书资料和情报工作。至2019年，校图书馆有中外文印刷型典籍约160万册，电子图书约150万册，中文电子期刊48,090种，外文电子期刊37,628种，中外文印刷型期刊2,188种，中外文数据库30余个，并自建了麻类系统数据库、茶叶数据库等学术资源数据库。

### 科研成果
作为中国中南地区重要的农业类大學。湖南农业大学致力于培育优良的农粮作物、牲畜品种，以提高产量，并促进种业产业链协同发展。自1952年院系调整以来，湖南农学院开始有组织地开展科研活动。1955年，学校育成了番薯“湘杂9号”新品种。1956年，学院教授胡笃敬对苏联生物学家李森科的“植物阶段发育论”中的某些观点提出了不同见解，一定程度上动摇了李森科主義在中國科學界的地位。但在大跃进及文化大革命期间，受到政治运动的影响，学校的科研工作一度陷入停摆状态。
自1969年起，湖南农学院曾派出教员轮流到广东省崖县藤桥公社（今海南省三亚市）参加杂交水稻的良种繁育工作，以推广杂交水稻。1975年3月，柳子明教授对马王堆汉墓出土的农作物种子进行研究考证后，发表了论文《中国栽培稻的起源及其发展》，认为现代稻种的起源地在中国云贵高原，而非源于印度，《中国栽培稻的起源及其发展》也与其另一篇论文《柑橘类的起源和发展》引起了世界反响，此外，柳子明还为中国江南地区葡萄的引种栽培做出了贡献，从而得到了中国农学会的褒奖。
1978年，中华人民共和国国务院、湖南省革命委员会先后召开了科学大会，恢复科研工作。1981年，湖南农学院开始承担“发展洞庭湖区粮食生产的综合技术研究”的科研课题，在湖南省内多个县市开展水稻、小麦、棉花等多种作物的栽培，并建立了农技教学、科研、推广基地，以促进该省粮食产量的提升。1987年，官春云教授主持育成了中国大陆第一个低芥酸、低硫苷的油菜品种湘油11号，其后更成功培育了一批优质高产量的油菜新品种，并在湖南、江西、广西等省市推广种植。邹学校教授则主持了一系列辣椒遗传育种工程，并参与建立了4,000余份育种材料的辣椒种质资源库，培育出了165个辣椒新品种，在中国国内外广泛种植。茶学家刘仲华提升了茶叶种植技术及茶叶品质，并在茶叶功能成分提制上取得了突破。

### 排名聲譽
湖南农大的植物与动物科学、农业科学等學科因發展較早，在中國大陸有一定的知名度；2022年，学校有国家重点学科1个，农业农村部重点学科1个，湖南省国内一流建设学科3个、省国内一流培育学科7个，省“十二五”优势特色学科2个，省“十二五”重点学科15个。其中植物与动物科学、农业科学、环境/生态学、化学、工程科学、生物与生化6个学科ESI排名已经进入全球前1%。
湘农位列2022年美國新聞與世界報導大學排名第1,060名（中國大陸第113名），而在世界大學學術排名的排名為第901-1,000名（中國大陸168名）。而在2022年的校友会中国农林类大学的排名为第14名（综合实力居中国大陆第111名），并获评为四星级的中国高水平大学。

## 校园文化

### 形象标识
湖南农业大学的校训为“朴诚，奋勉，求实，创新”；校歌则由音乐家于沙作词，邹启炎谱曲而成；该校校徽为圆形，上下分别写有中英文校名，其中中文校名为毛体字，由中共领导人毛泽东亲笔书写；中心绘有该校具代表性的第一教学楼，以及写有学校前身修业学堂创校年份“1903年”的深绿色草坪。其中深绿色象征学校稳步发展、践行环保理念；徽章色彩则以红色为主，象征学校师生的热情、自信与奋进精神；中英文字体则为金黄色；象征学校历史悠久、文化底蕴深厚。因袁隆平长期在校任教，对湖南农大的发展做出贡献，学校在校内建立了袁隆平纪念馆，并将一栋教学楼命名为“隆平楼”，以发扬袁隆平精神。

### 学生生活

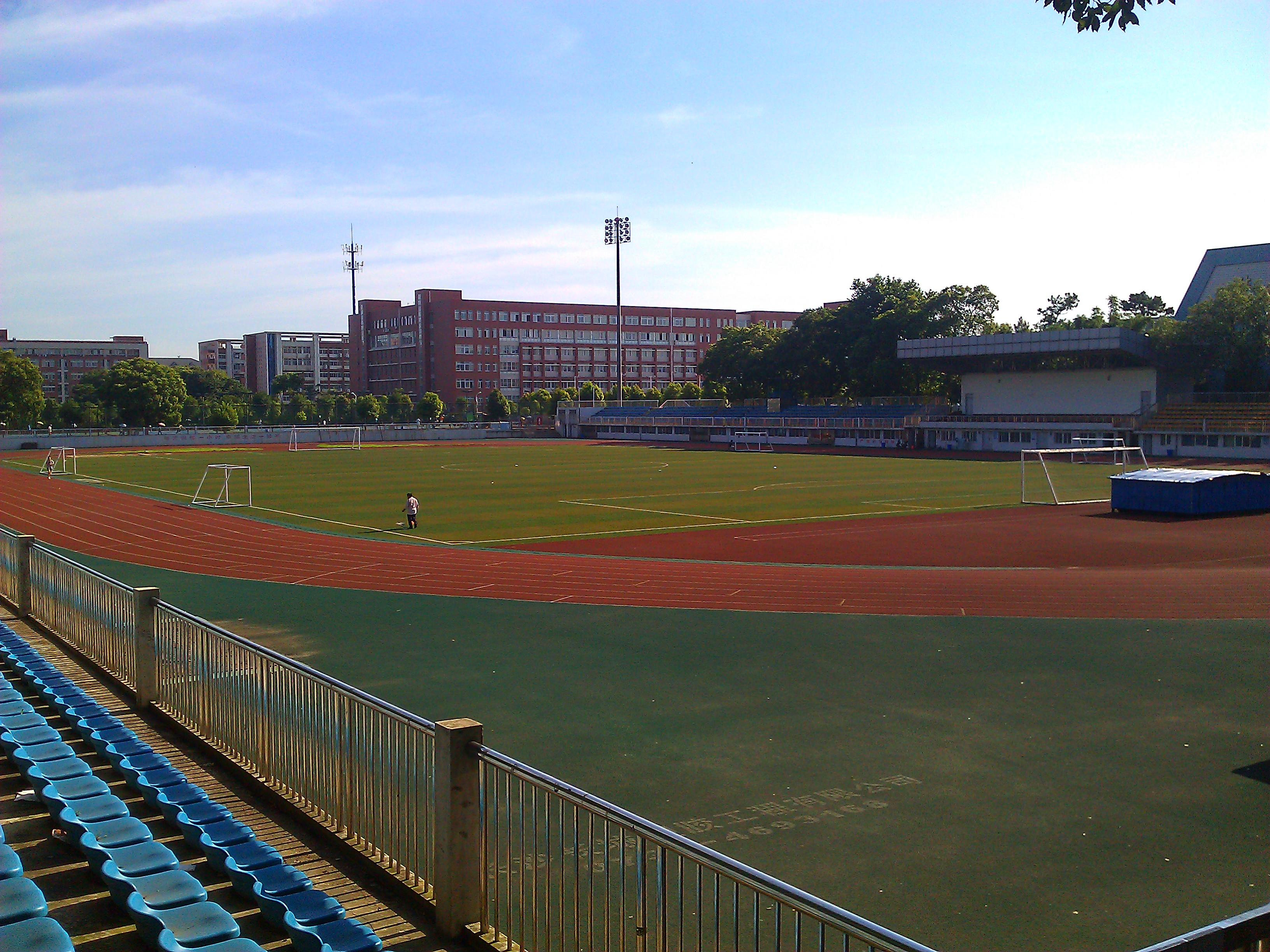
湖南农业大学体育场

在湖南农学院建校之初，《湖南农学院同学爱国公约》就明定该校在校生应该加强体育锻炼、积极参加文娱活动；该校亦曾结合体育达标测试开展群众性文体竞赛活动，其评比制度亦为湖南省教育厅所推广。
截至2022年，湖南农业大学有40个校级社团及43个学院级社团，均由中国共青团湖南农业大学委员会主管，各社团每年定期通过招新活动吸收在校生，并由指导教师协助开展活动。。

## 校友會及知名校友

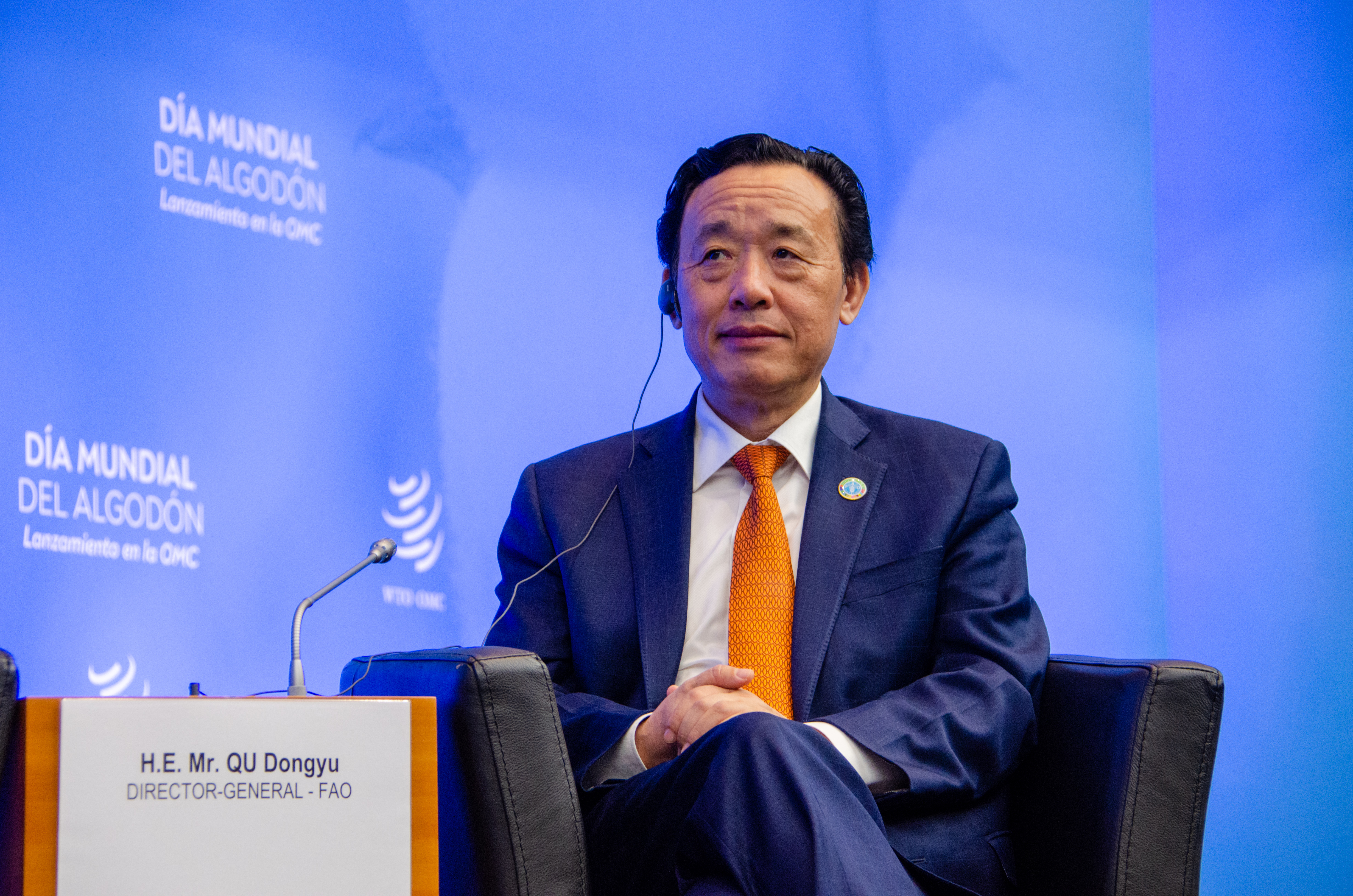
联合国粮农组织总干事屈冬玉

根据《湖南农业大学章程》第7条，湖南农业大学校友的範圍是曾在湖南农业大学學習、工作、進修以及被聘為學校名譽博士、名譽教授、客座教授、兼職教授等人士。在建校之初，学校就建立了校友联谊会。2001年3月9日，湖南省教育厅、湖南省民政厅同意成立湖南农业大学校友总会，校友总会下尚包含数个分会。
自1951年成立以来，湖南农业大学及其各分校為中國培養了一些農林、学术、政治领域的人才。农业领域的知名校友有油菜种植研究专家官春云、辣椒遗传育种专家邹学校、湖南省农业科学院党委书记柏连阳、聯合國糧食及農業組織總幹事屈冬玉、湖南雜交水稻研究中心研究员袁定陽等人。政界知名校友有中共中央機構編制委員會辦公室主任李小新、國家反壟斷局局長甘霖、国家教育部副部长杜占元、農業農村部副部長邓小刚、湖南省人大常委會副主任肖雅瑜、株洲市市長陈恢清、张家界市市长王洪斌、中共韶山市党委书记曹偉宏等人。

## 对外交流

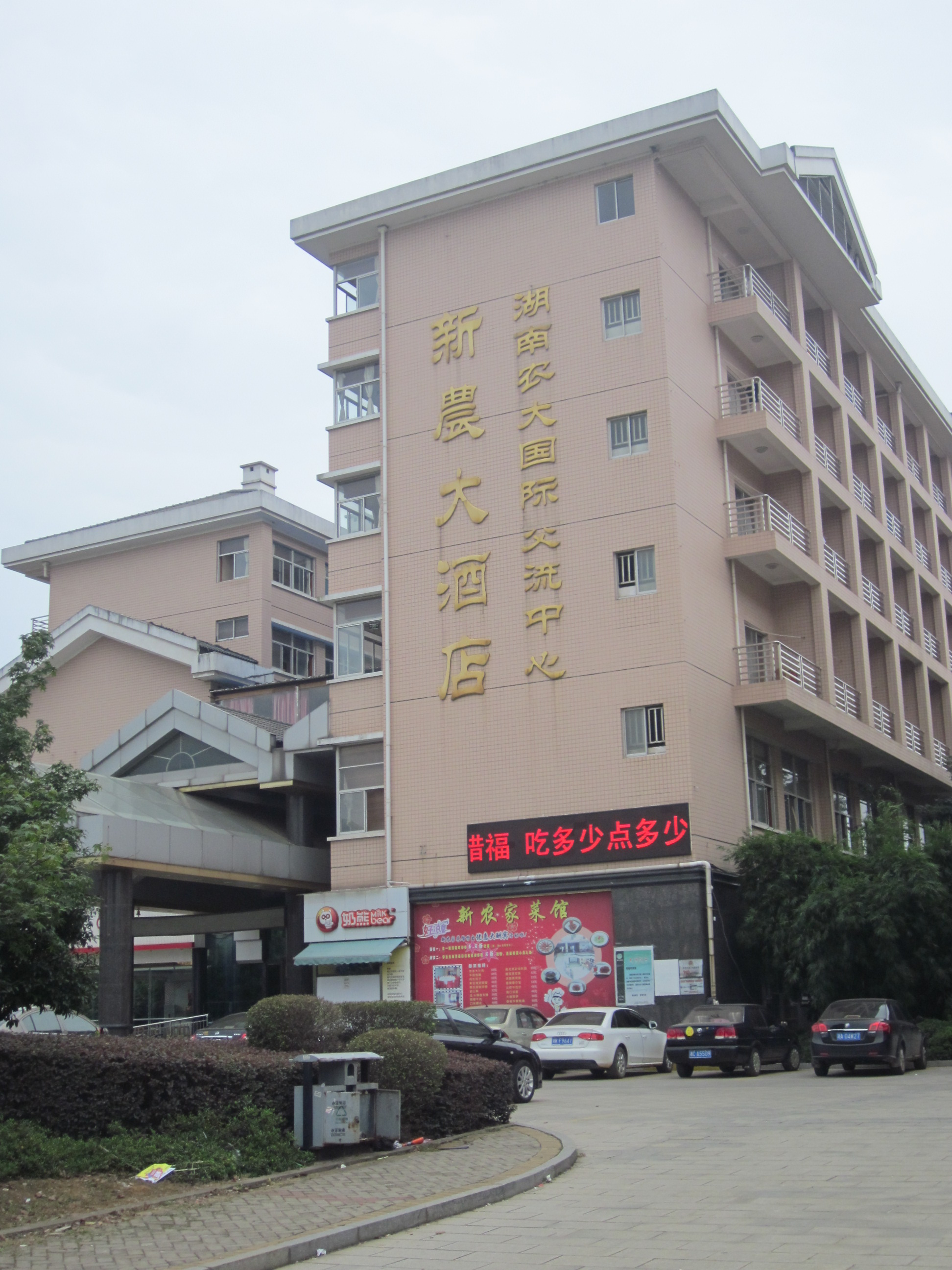
湖南农业大学国际交流中心

1978年以后，中华人民共和国政府开始实行改革开放政策，随着中国与世界各国交往日多，湖南农学院也开始加强与外国友好院校、国际机构的接触。湖南农业大学已经与40多个国家的130多所大学及政府机构、国际机构建立了密切联系；其中美国夏威夷大学、日本鹿儿岛大学等高等院校还与湖南农大确立了合作办学关系。从1980年代开始，湖南农大也常年聘请外籍教师、专家进行外语教学；自1978年起，学校开始派出教员、学生到国外开展交流、学习与培训。1998年，开始招收留学生，延续至今。
進入21世紀，湖南农业大学也響應中國政府的「一帶一路」政策，深化與各參與國的合作，帮助参与国发展农业，并从这些国家招收留學生。2019年6月，中非经贸博览会在长沙市举办后，湖南农业大学成立了“中非农业发展与合作基地”，该基地以农业科学技术为中心，整合农业研究资源，以帮助非洲邦交国改良农业技术、并共享农业信息与数据，参与共同培育非洲农业人才。

## 引用
1. 1 2 3 4 5 6  . 湖南农业大学. 2023-01-31  [2023-03-03]. （原始内容存档于2023-03-08）.
2. 1 2  盛逸伦. . 中国大学生在线. 2020-05-11  [2023-03-08]. （原始内容存档于2023-03-08）.
3. ↑  . 湖南省教育厅. 2018-10-26  [2023-03-02]. （原始内容存档于2020-02-16）.
4. ↑  . 湖南省人民政府入口网站. 2013-12-22.
5. 1 2 3 4  李苗、吕志、刘启定. . 中国教育报. 2018-12-25  [2023-03-20]. （原始内容存档于2023-03-20）.
6. 1 2 3  湖南省地方志编纂委员会. . 湖南教育出版社. 1995年  [2023-02-04]. ISBN 9787535520708. （原始内容存档于2023-02-28）.
7. ↑  郴州地区地方志编纂委员会. . 中国社会出版社. 1996年: 1486–1487. ISBN 9787800887598.
8. ↑  邵阳市地方志编纂委员会. . 湖南人民出版社. 1997年: 139-141. ISBN 9787543815667.
9. ↑  怀化地区地方志编纂委员会 编. . 北京市: 生活·读书·新知三联书店. 1999年. ISBN 9787108012982.
10. ↑  赵亮宏、赵学文、韩振乾. . 中国大百科全书人民出版社. 1993年: 495. ISBN 9787500051985.
11. ↑  万里. . . 湖南人民出版社. 2006年1月. ISBN 754384236X.
12. 1 2  卢凯旋. . 五洲传播出版社. 2003年: 302–304. ISBN 9787508503615.
13. ↑  . 湖南省教育厅. 2012-11-10.
14. ↑  . 华声在线. 长沙晚报. 2022-03-22  [2023-03-03]. （原始内容存档于2023-03-03）.
15. ↑  . 芙蓉区人民政府入口网站. 2017-07-08  [2023-03-03]. （原始内容存档于2023-03-10）.
16. ↑  吴公然. . 中国大学生在线. 2022-02-16  [2023-03-03]. （原始内容存档于2023-03-03）.
17. ↑  . 华声在线. 2020-12-17  [2023-03-03]. （原始内容存档于2023-03-03）.
18. ↑  . 红网. 三湘都市报. 2018-03-14  [2023-03-03]. （原始内容存档于2023-03-03）.
19. ↑  . 湖南省文物局. 2023-02-21.
20. ↑  田超; 彭定湘. . 华声在线. 2022-06-28  [2022-07-08]. （原始内容存档于2023-03-10）.
21. ↑  谭仲池. . . 湖南教育出版社. 2013年. ISBN 9787553903897.
22. ↑  周秋光; 莫志斌. . . 岳麓书社. 2008年. ISBN 9787806659519.
23. ↑  . 湖南农业大学校友总会. 2009-04-07. （原始内容存档于2020-01-17）.
24. ↑  德国之声. . 2005-02-04  [2023-03-08]. （原始内容存档于2023-03-08）.
25. ↑  湖南农业大学. .   [2020-06-29]. （原始内容存档于2020-07-02）.
26. 1 2  . 红星网. 2021-10-15  [2023-03-08]. （原始内容存档于2023-03-10）.
27. ↑  新华社. . 中华人民共和国中央人民政府入口网站.   [2014-10-15]. （原始内容存档于2022-01-21）.
28. ↑  湖南省地方志编纂委员会. . . 湖南教育出版社. 1995年. ISBN 9787535520708.
29. ↑  . 湖南省人力资源与社会保障厅. 2022-05-16.
30. ↑  . 长沙晚报. 2016-02-29  [2023-03-08]. （原始内容存档于2023-03-10）.
31. ↑  . 中国工程院.   [2015-12-25]. （原始内容存档于2015-12-26） （中文（简体））.
32. ↑  . 新华社. 2019-12-30. （原始内容存档于2020-02-11）.
33. ↑  KEITH BRADSHER; 储百亮. . 纽约时报. 2021-05-24  [2023-03-08]. （原始内容存档于2022-09-28）.
34. ↑  湖南省地方志编纂委员会. . . 湖南教育出版社. 1995年. ISBN 9787535520708.
35. ↑  . 大通湖管理區入口网站. 2010-12-03.
36. ↑  . 湖南省人民政府入口网站. 2023-02-15.
37. ↑  . 《湖南农学院院刊》. 1951年, (1)  [2023-03-12]. （原始内容存档于2023-03-12）.
38. ↑  湖南省地方志编纂委员会. . . 湖南教育出版社. 1995年. ISBN 9787535520708.
39. ↑  . 万方数据.   [2023-03-09]. （原始内容存档于2023-03-09）.
40. ↑  . 万方数据.   [2023-03-09]. （原始内容存档于2023-03-09）.
41. ↑  . 万方数据.   [2023-03-10]. （原始内容存档于2022-08-08）.
42. ↑  陈立英. . 《高校图书馆工作》. 1982年, (2): 44  [2023-03-12]. （原始内容存档于2023-03-12）.
43. ↑  洪华俏; 李煦. . 《智慧农业导刊》. 2022-04-18, 2 (5): 104–106,109  [2023-03-10]. doi:10.20028/j.zhnydk.2022.05.034. （原始内容存档于2023-03-10）.
44. ↑  . 湖南省高校数位图书馆.   [2023-03-10]. （原始内容存档于2018-09-11）.
45. ↑  吴齐强、何勇、孙超. . 人民日報. 2022-07-12  [2023-03-08]. （原始内容存档于2022-09-03）.
46. ↑  丁锡国、周勉、袁汝婷. . 新华通讯社. 2022-05-22  [2023-03-08]. （原始内容存档于2023-03-08）.
47. 1 2  湖南省地方志编纂委员会. . . 湖南教育出版社. 1995年. ISBN 9787535520708.
48. ↑  . 郴州日报. 2023-01-28  [2023-03-09]. （原始内容存档于2023-03-09）.
49. ↑  左丹. . 湖南日报. 2011-03-19  [2023-03-09]. （原始内容存档于2023-03-09）.
50. ↑  . 新华通讯社. 2019-12-11.
51. ↑  刘志雄. . 红网. 2023-02-24  [2023-03-09]. （原始内容存档于2023-03-09）.
52. ↑  刘志雄. . 红网. 2022-06-22  [2023-03-10]. （原始内容存档于2022-06-22）.
53. ↑  . 华声在线. 2022年  [2023-03-10]. （原始内容存档于2023-03-12）.
54. ↑  . 美国新闻与世界报道.   [2023-03-10]. （原始内容存档于2021-10-26） （英语）.
55. ↑  . 软科.   [2023-03-10]. （原始内容存档于2023-03-10）.
56. ↑  . 中國校友會網. 2022-02-05  [2023-03-10]. （原始内容存档于2022-09-24）.
57. ↑  . 湖南农业大学.   [2023-03-12]. （原始内容存档于2023-05-12）.
58. ↑  邓学敏. . 中国大学生在线. 2020-05-19  [2023-03-03]. （原始内容存档于2023-03-03）.
59. ↑  . 科技日报. 中新社. 2022-05-23  [2023-03-10]. （原始内容存档于2022-05-31）.
60. ↑  湖南农学院. . 《湖南农学院院刊》. 1951年, (1): 32  [2023-03-12]. （原始内容存档于2023-03-12）.
61. ↑  湖南省地方志编纂委员会. . . 湖南教育出版社. 1995年. ISBN 9787535520708.
62. ↑  刘嘉欣、林楚儿. . 中国大学生在线. 2023-02-22  [2023-03-09]. （原始内容存档于2023-03-10）.
63. ↑  . 中国青年报. 2006-05-13  [2023-03-09]. （原始内容存档于2006-05-14）.
64. ↑  周丹. . 红网. 2014-10-16  [2023-03-09]. （原始内容存档于2023-03-10）.
65. ↑  . 华声在线. 2017-11-24  [2023-03-02]. （原始内容存档于2023-03-01）.
66. ↑  . 湖南农业大学.   [2023-03-10]. （原始内容存档于2023-03-08）.
67. ↑  . 湖南农业大学. 2008-03-19  [2023-03-10]. （原始内容存档于2023-03-10）.
68. ↑  . 红网. 2022-12-12  [2023-03-10]. （原始内容存档于2023-03-10）.
69. ↑  王融初. . 《茶叶通讯》. 1987年, (4): 55  [2023-03-12]. （原始内容存档于2023-03-12）.
70. ↑  文新征. . 华声在线. 湖南日报报业集团. 2009-09-26  [2023-10-11]. （原始内容存档于2023-10-12）.
71. ↑  . 湖南省人民政府入口网站. 2011-09-25.
72. ↑  湖南省地方志编纂委员会. . . 湖南教育出版社. 1995年. ISBN 9787535520708.
73. ↑  . 夏威夷大学.   [2023-03-09]. （原始内容存档于2023-03-09） （英语）.
74. ↑  Carmelo Lombardo. . Meridionews. 2021-12-04  [2023-03-09]. （原始内容存档于2023-03-09） （意大利语）.
75. ↑   (PDF). 日本学术振兴会. 2019年  [2023-03-09]. （原始内容存档 (PDF)于2023-03-10） （日语）.
76. ↑  . 湖南省人民政府入口网站. 2020-08-24.